# 1937 في رومانيا
فيما يلي قوائم الأحداث التي وقعت خلال عام 1937 في رومانيا.

## رياضة
- 13 يونيو – دوري الدرجة الأولى الروماني 1936–37 الفائز فينوس بوخارست.

## مواليد

### يناير
- 24 يناير – هانس موسر لاعب كرة يد روماني.
- 31 يناير – مارين مورارو ممثل روماني.

### مارس
- 9 مارس – الكساندرو تاتوس مخرج أفلام روماني.
- 22 مارس – إيميريخ ييني لاعب كرة قدم روماني.

### مايو
- 8 مايو – فيرينك لاسلو موسيقي مجري.

### يوليو
- 18 يوليو – جبريل بوبا فنان روماني.

### سبتمبر
- 22 سبتمبر – نيكولاي بوبيسكو رياضياتي روماني.

### نوفمبر
- 20 نوفمبر – يانوش كووش

## وفيات

### يناير
- 13 يناير – فاسيلي مارين (مواليد 1904) سياسي روماني.

### يونيو
- 6 يونيو – أدالبيرت ديشو (مواليد 1909) لاعب كرة قدم روماني.

### أغسطس
- 2 أغسطس – بيفل دان (مواليد 1907) كاتب روماني.

### ديسمبر
- 21 ديسمبر – كونستانس باسكال (مواليد 1877) طبيبة نفسية فرنسية.